# Christoph Demantius
Johann Christoph Demantius (Liberec, 15 de desembre de 1567 – Freiberg, 20 d'abril de 1643) fou un compositor alemany, teòric de música, escriptor i poeta.
Fou un contemporani de Monteverdi, i representà una fase de transició en la música luterana d'Alemanya entre l'estil del Renaixement polifònic al Barroc primerenc. Estudià Leipzig i fou cantor a Zittau i Freiberg.
La seva primera obra fou una curiosa col·lecció de cançons guerreres i imitatives, titulada Tympanum militare, Ungarische Hardrumel und Feldgeschrei (1600). A més, deixà, Triades pecum vespertinarum, un Te Deum alemany, a sis veus (1618); Triades Sionae Introitum, Missarum et Prosarum, a cinc, sis, set i vuit veus, que és la seva obra més important; una Passió alemanya, segons Sant Joan (1631), i nombroses cançons profanes, danses vocals i instrumentals, cants de circumstàncies i una obra didàctica titulada Isagoge artis Musicae.